# 1830 no Brasil
Esta é uma cronologia dos fatos acontecimentos de ano 1830 no Brasil.

## Incumbente
- Imperador – D. Pedro I (1822–1831)

## Eventos
- 5 de março - Circula o primeiro exemplar do Jornal Matutina Meiapontense, totalizando 526 números, e é considerado o mais antigo do Centro-Oeste, pois surgiu no período do 1º Império do Brasil, editado na Vila de Meia Ponte, hoje Pirenópolis, pelo comendador Joaquim Alves de Oliveira, tendo como primeiro diretor o padre Luís Gonzaga de Camargo Fleury.[1]